# The Great Cold Distance
The Great Cold Distance ist das siebte Studioalbum der schwedischen Metal-Band Katatonia. Es erschien im Jahr 2006 bei Peaceville Records.

## Entstehung und Veröffentlichung
Nach Viva Emptiness tourten Katatonia mehrfach in Europa, außerdem erschienen zwei Kompilationen. Im Frühjahr 2005 nahmen Anders Nyström und Jonas Renkse die Arbeit an einem neuen Album auf, das im Sommer schließlich mit Andreas Åkerberg als Hintergrundsänger und Peter Damin als Percussionist eingespielt wurde. The Great Cold Distance wurde von den Hauptkomponisten Anders Nyström und Jonas Renkse produziert, von Jens Bogren und David Castillo abgemischt und von Thomas Eberger gemastert. Travis Smith zeichnete erneut für das Artwork verantwortlich. Vorab erschien die EP My Twin. Das Album wurde auf CD und LP veröffentlicht, 2007 erschien zudem eine Raumklang-Fassung auf DVD-Audio.

## Titelliste
1. Leaders – 4:20
2. Deliberation – 3:59
3. Soil’s Song – 4:12
4. My Twin – 3:41
5. Consternation – 3:50
6. Follower – 4:45
7. Rusted – 4:21
8. Increase – 4:20
9. July – 4:45
10. In the White – 4:53
11. The Itch – 4:20
12. Journey Through Pressure – 4:20

## Stil
Katatonias charakteristische Mischung aus Dark Rock und Dark Metal knüpft auf The Great Cold Distance stilistisch an Viva Emptiness an. In den oft sperrigen Stücken finden sich melancholische Melodien, schwere Riffs und einige elektronische Effekte. Erneut zeigen sich Anklänge an den Progressive Rock. Die Dynamik und die Wechsel zwischen ruhigen und aggressiven Passagen sind wieder ausgeprägt, in den teilweise eher geradlinig strukturierten Stücken allerdings vorhersehbarer als auf dem Vorgängeralbum.

## Rezeption
Auch dieses Album wurde von der Presse positiv aufgenommen. Sebastian Hauck von den Babyblauen Seiten lobt The Great Cold Distance mit Einschränkungen: „Das Album ist eines der Besseren der Band. Es ist unheimlich kraftvoll, die Mischung aus Härte und Melodik ist gut gelungen, die Platte ist sehr homogen. Dennoch muss man Abstriche machen. Vor allem die geringe Variabilität im Gesang und die Vorhersehbarkeit der Strukturen tragen dazu bei, dass das Album nicht so gut ist, wie es hätte sein können.“ Tobias Blum vom Rock Hard äußert jedoch anerkennend, es sei „geprägt von der einzigartigen, lakonisch-melancholischen Stimme von Jonas Renske [sic!], virtuoser instrumentaler Ausführung und einem hoch komplexen Songwriting“. Auch für Kilian Fried von powermetal.de bietet das Album „eine abwechslungsreiche Mischung aus druckvollen, eruptiven und leisen, stimmungsvollen Parts“.